# 학원 앨리스
《학원 앨리스》는 'M과 N의 초상'으로도 유명한 히구치 타치바나 원작의 '학원 앨리스(국내명 : Funny Funny 학원 앨리스-대원씨아이-)'를 바탕으로 제작된 애니메이션이다. 하쿠센샤(白泉社)의 만화 잡지 '하나토유메'에서 연재했던 이 작품은 명랑 학원 코믹으로서의 미덕을 두루 갖추고 있다. 개성만점의 발랄한 캐릭터들의 조화, 앨리스라는 특수 능력을 가진 아이들이라는 설정에서 비롯된 각종 좌충우돌 에피소드, 그리고 무효화 앨리스라는 어찌보면 가장 위협적인 능력을 가진 주인공 미캉에 얽힌 이야기가 균형을 이루고 있기 때문이다.
일본에서는 2013년 9월 전 31권으로 완결되었다.(2013년 6월 하나토유메 14호에 수록.)
애니메이션 본편은 2004년 10월 30일부터 NHK BS2를 통해 매주 토요일 아침 8시 6분에 방영되었다. 원작 자체가 아기자기한 재미를 주는 것으로도 유명하지만, 감독인 오오모리 타카히로가 〈마법의 스테이지 팬시라라〉, 〈아기와 나〉, 〈연풍〉 등 드라마성이 높은 작품들에서 장기를 발휘한 베테랑인데다, 각본 스태프들도 쟁쟁한지라 작품의 내용적 퀄리티에 대한 신뢰도를 높여준다. 호화 성우진의 면면도 놓치지 말아야 할 매력 포인트이다.
대한민국에서는 대원씨아이㈜에서 만화책 시리즈를 『Funny Funny 학원 앨리스』라는 이름으로 서수진이 번역하여 2003년 9월 29일에 1권이 발행된 이후 시리즈를 발행하고 있다. TV시리즈 애니메이션은 ㈜제이제이미디웍스에서 수입하고 투니버스에 공급하여 한국어 더빙 작업을 진행 후 2005년부터 투니버스에서 한국어 더빙으로 방영하였다. 애니메이션은 동영상 다시보기 사이트를 통해서 자막판이 공식적으로 공개되고 있다.

## 줄거리
작은 시골 마을에서 자란 단짝 친구 미캉과 호타루. 하지만 호타루가 전학을 가자 같이 있고 싶다는 마음만으로 미캉도 전학을 시도한다. 그러나 호타루가 들어간 곳은 앨리스라는 특수 능력이 있는 아이들만 들어갈 수 있는 재능 제일주의의 학원. 아직 뭔가 특별한 능력을 발휘하지 못한 미캉은 우여곡절 끝에 입학해서 호타루와 재회하지만 반의 보스 격인 나츠메와 격돌하고, 진노 선생님으로부터는 이 학교 입학 자격이 없다는 의미의 별 제로 판정을 받는 등 고달픈 나날이 계속된다.
그러던 중 위험하다고 알려진 북쪽 숲을 벗어나면 한 반으로 인정해주겠다는 나츠메의 제안에 응한 미캉. 숲에서 나츠메는 불꽃의 앨리스를 이용해 미캉을 공격해 위협하지만, 오히려 이런 절체절명의 위기 상황이 미캉의 무효화 앨리스가 각성하는 계기가 된다. 이 일을 계기로 정식 입학에 성공한 미캉. 그러나 한번 입학하면 외부와의 연락조차도 자유롭지 못한 엄격한 학교 생활로 답답함을 느끼기 시작한다. 그러던 중 나츠메 유괴 사건이 발생하는데...

## 설정

### 앨리스
앨리스(Alice)란 천부적으로 주어진 특별한 재능 혹은 그를 가진 사람을 의미한다. 사회적으로 유용한 앨리스나 보잘 것 없는 앨리스까지 전부 셀 수 없이 많은 종류의 앨리스가 있으며, 앨리스는 천부적이기에 자신의 뜻대로 포기할 수도 다시 얻을 수도 없다. 타인이나 자신에게 큰 피해를 주는 앨리스도 역시 자신의 뜻대로 버릴 수 없기 때문에 자신의 앨리스나 앨리스를 지닌 자기 자신을 증오하는 사람도 많다. 앨리스는 유전적 영향을 받아 앨리스로부터 태어날 확률이 높지만, 비앨리스로부터 돌연변이로 앨리스가 태어날 수도 있고 앨리스의 자녀가 비앨리스일 수도 있다.
앨리스의 발현 시기는 사람마다 다른데, 앨리스가 발견되는 즉시 21세까지는 외부와의 소통이 완전 단절된 앨리스 학원에 강제 입학, 보호되므로 자녀가 앨리스인 것을 국가로부터 숨기고 도망다니는 부모도 있다. 반면 자녀가 앨리스 학원에 입학하면 국가로부터 거액의 보조금을 받기 때문에 이를 노리고 앨리스인 자녀를 버리듯 학원에 입학시키는 경우도 있다.
1인 1앨리스가 일반적이지만 복수의 앨리스를 가지는 경우도 있으며 작품에서 묘사된 바로는 3개가 최대였지만 그 이상이 불가능하다는 언급은 없었다.

## 애니메이션 방영 목록
- 학원 앨리스 (이하 목록은 원어판과 한국어판이 혼재되어 있는 등 부정확하다)
  - 1화 학교를 지켜라
  - 2화 어서오세요☆앨리스 학원에
  - 3화 앨리스 따위에게 지지 않아☆
  - 4화 이게 나의 앨리스☆
  - 5화 날 울리는 별 계급
  - 6화 나는 특별능력반
  - 7화 지지 않아☆앨리스 피구
  - 8화 할아버지를 만나고 싶어☆
  - 9화 은교를 위하여!
  - 10화 두근두근☆센트럴 타운
  - 11화 지금은 앨리스 특별훈련 중
  - 12화 학원제가 찾아오다☆
  - 13화 톱스타 레오를 쫓아라
  - 14화 시혁이를 돌려줘
  - 15화 학교로 돌아가자☆
  - 16화 미로에서 승부☆마법의 램프
  - 17화 은교의 비밀
  - 18화 어둠 속에서☆단 둘이
  - 19화 잠자는 숲속의 백설공주
  - 20화 마지막 춤은 누구와?☆
  - 21화 우등생상은 내꺼야
  - 22화 베어와 왕자님
  - 23화 서커스가 찾아왔어요
  - 24화 진유하 선생님은 거짓말쟁이
  - 24.5화 총집편 다시 한 번☆보고싶어
  - 25화 앨리스 학교를 지키자
  - 26화 우린 영원한 친구

## 미디어

### 주제가
- 한국어판 여는 노래: 밝은 태양처럼(이용신)
- 한국어판 닫는 노래: 흐린 날의 무지개처럼(박선영)

## 같이 보기
- NHK의 애니메이션 작품 목록